# André Myhrer
André Myhrer (* 11. Januar 1983 in Bergsjö) ist ein ehemaliger schwedischer Skirennläufer. Er gehörte von 2004 bis 2020 zu den weltbesten Slalomfahrern. Seine größten Erfolge waren der Sieg im Slalomweltcup der Saison 2011/12 sowie der Gewinn der Goldmedaille bei den Olympischen Winterspielen 2018.

## Biografie
In seiner ersten kompletten Saison im Weltcup (2004/05) erreichte Myhrer zwei Podestplätze. In Schladming (Österreich) belegte er hinter den beiden Österreichern Manfred Pranger und Benjamin Raich den dritten Platz, im slowenischen Kranjska Gora war nur der Italiener Giorgio Rocca schneller als er. In der Weltcupstartliste hat sich Myhrer in die Gruppe der besten sieben vorgearbeitet, nachdem er zu Saisonbeginn in Beaver Creek (USA) noch mit Startnummer 56 auf den fünften Platz vorfuhr. Bei den Weltmeisterschaften 2005 in Bormio belegte er den fünften Platz und bei den Olympischen Winterspielen 2006 den vierten Rang im Slalom.
Im zweiten Weltcupslalom der Saison 2006/07 in Beaver Creek feierte Myhrer seinen ersten Sieg. Bis zu seinem nächsten Podestplatz musste er jedoch über drei Jahre warten. Bei den Weltmeisterschaften 2007 in Åre erreichte der Schwede nur die Plätze 20 im Riesenslalom und 22 im Slalom. 2009 blieb er in Val-d’Isère nach zwei Ausfällen ohne Ergebnis. Bei den Olympischen Winterspielen 2010 gewann Myhrer im Slalom die Bronzemedaille. Im Slalom von Zagreb feierte er am 6. Januar 2011 seinen zweiten Weltcupsieg. Bei den Weltmeisterschaften 2011 in Garmisch-Partenkirchen wurde er Zehnter im Slalom. In der Saison 2011/12 gewann Myhrer die letzten beiden Slalomrennen in Kranjska Gora und Schladming, hinzu kamen vier weitere Podestplätze. Beim Weltcupfinale konnte er somit im Slalomweltcup Ivica Kostelić und Marcel Hirscher noch abfangen, die beide nicht in die Punkteränge kamen. Myhrer wurde damit zum dritten schwedischen Kristallkugelgewinner nach Ingemar Stenmark und Thomas Fogdö.
In der Saison 2012/13 konnte Myhrer dieses Niveau nicht ganz halten: Mit einem Sieg in Levi und zwei zweiten Plätzen belegte er in der Disziplinenwertung den vierten Platz. Bei den Weltmeisterschaften 2013 in Schladming verpasste er als Vierter des Slaloms knapp eine Medaille. Nachdem Myhrer in den folgenden Jahren den Anschluss an die Weltspitze ein wenig verloren hatte, steigerte er seine Leistungen in der Saison 2015/16 wieder und erreichte drei Podestplätze. Beim letzten Rennen des Winters, dem Slalom von St. Moritz, feierte er seinen ersten Weltcupsieg nach mehr als drei Jahren. Je einen weiteren Weltcupsieg konnte er in der Saison 2016/17 und in der Saison 2017/18 feiern.
Der größte Erfolg seiner Karriere gelang dem damals 35-Jährigen bei den Olympischen Winterspielen 2018 in Pyeongchang mit dem Gewinn der Slalom-Goldmedaille, vor dem Schweizer Ramon Zenhäusern und dem Österreicher Michael Matt. Er errang in der Saison 2018/19 zwei Podiumsplätze, fuhr aber im Slalom der Weltmeisterschaften 2019 in Åre nur auf den 13. Platz. Myhrer überlegte sich, seine Karriere zu diesem Zeitpunkt zu beenden, entschied sich aber für eine weitere Saison, da er sich in den neu eingeführten Parallelrennen wohl fühlte. Seine Karriere endete schließlich am Ende der Saison 2019/20; da diese wegen der COVID-19-Pandemie vorzeitig abgebrochen werden musste, bestritt er sein letztes Rennen bereits am 8. Februar.

## Erfolge

### Olympische Spiele
- Turin 2006: 4. Slalom
- Vancouver 2010: 3. Slalom
- Pyeongchang 2018: 1. Slalom, 5. Mannschaftswettbewerb, 23. Riesenslalom

### Weltmeisterschaften
- Bormio 2005: 5. Slalom
- Åre 2007: 20. Riesenslalom, 22. Slalom
- Garmisch-Partenkirchen 2011: 10. Slalom
- Schladming 2013: 2. Mannschaftswettbewerb, 4. Slalom, 14. Riesenslalom
- Vail/Beaver Creek 2015: 3. Mannschaftswettbewerb
- St. Moritz 2017: 3. Mannschaftswettbewerb, 6. Slalom
- Åre 2019: 5. Mannschaftswettbewerb, 13. Slalom

### Weltcupwertungen
| Saison  | Gesamt | Gesamt | Riesenslalom | Riesenslalom | Slalom | Slalom | Kombination | Kombination | City Event | City Event |
| Saison  | Platz  | Punkte | Platz        | Punkte       | Platz  | Punkte | Platz       | Punkte      | Platz      | Punkte     |
| ------- | ------ | ------ | ------------ | ------------ | ------ | ------ | ----------- | ----------- | ---------- | ---------- |
| 2003/04 | 89.    | 44     | –            | –            | 37.    | 44     | –           | –           | –          | –          |
| 2004/05 | 34.    | 247    | –            | –            | 9.     | 247    | –           | –           | –          | –          |
| 2005/06 | 39.    | 206    | –            | –            | 12.    | 206    | –           | –           | –          | –          |
| 2006/07 | 44.    | 188    | –            | –            | 13.    | 188    | –           | –           | –          | –          |
| 2007/08 | 48.    | 187    | 38.          | 37           | 19.    | 150    | –           | –           | –          | –          |
| 2008/09 | 33.    | 259    | 46.          | 8            | 11.    | 232    | 28.         | 19          | –          | –          |
| 2009/10 | 42.    | 193    | –            | –            | 13.    | 193    | –           | –           | –          | –          |
| 2010/11 | 18.    | 423    | –            | –            | 3.     | 423    | –           | –           | –          | –          |
| 2011/12 | 11.    | 781    | 26.          | 77           | 1.     | 644    | –           | –           | 3.         | 60         |
| 2012/13 | 9.     | 575    | 31.          | 43           | 4.     | 532    | –           | –           | 3.         | 130        |
| 2013/14 | 30.    | 276    | 26.          | 58           | 12.    | 218    | –           | –           | –          | –          |
| 2014/15 | 31.    | 256    | 27.          | 43           | 12.    | 213    | –           | –           | –          | –          |
| 2015/16 | 15.    | 543    | 15.          | 176          | 4.     | 367    | –           | –           | –          | –          |
| 2016/17 | 15.    | 434    | 15.          | 150          | 9.     | 284    | –           | –           | –          | –          |
| 2017/18 | 11.    | 522    | 23.          | 62           | 3.     | 460    | –           | –           | –          | –          |
| 2018/19 | 28.    | 300    | –            | –            | 10.    | 300    | –           | –           | –          | –          |
| 2019/20 | 31.    | 234    | –            | –            | 8.     | 234    | –           | –           | –          | –          |

### Weltcupsiege

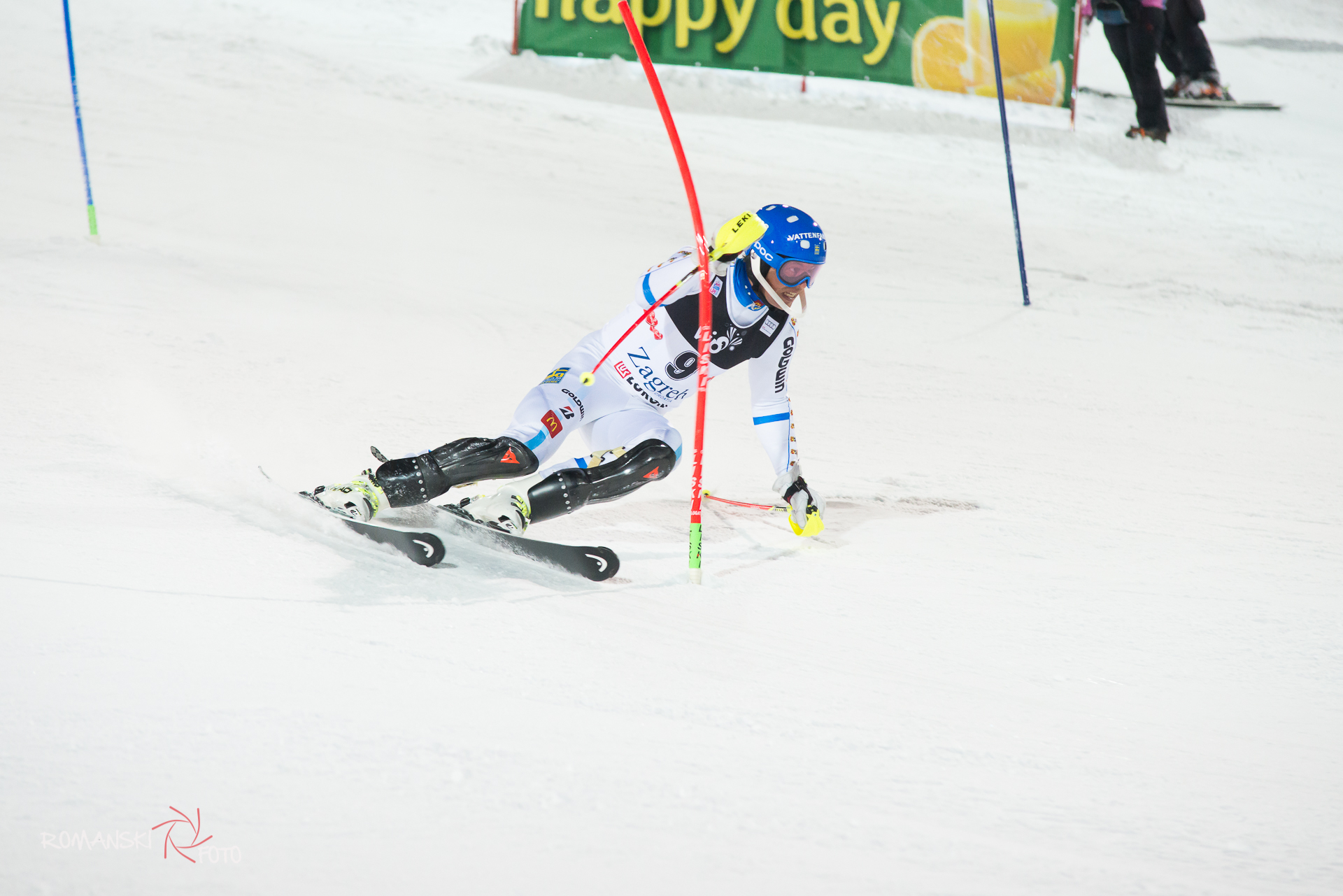
André Myhrer beim Weltcupslalom in Zagreb 2015

- 30 Podestplätze in Einzelrennen, davon 8 Siege:

| Datum             | Ort           | Land       | Disziplin  |
| ----------------- | ------------- | ---------- | ---------- |
| 3. Dezember 2006  | Beaver Creek  | USA        | Slalom     |
| 6. Januar 2011    | Zagreb        | Kroatien   | Slalom     |
| 11. März 2012     | Kranjska Gora | Slowenien  | Slalom     |
| 18. März 2012     | Schladming    | Österreich | Slalom     |
| 11. November 2012 | Levi          | Finnland   | Slalom     |
| 20. März 2016     | St. Moritz    | Schweiz    | Slalom     |
| 19. März 2017     | Aspen         | USA        | Slalom     |
| 1. Januar 2018    | Oslo          | Norwegen   | City Event |

- 7 Podestplätze bei Mannschaftswettbewerben, davon 2 Siege

### Europacup
- Saison 2004/05: 4. Slalomwertung
- 7 Podestplätze, davon 5 Siege

| Datum             | Ort       | Land       | Disziplin |
| ----------------- | --------- | ---------- | --------- |
| 16. Dezember 2004 | Obereggen | Italien    | Slalom    |
| 20. Januar 2005   | Mellau    | Österreich | Slalom    |
| 15. Dezember 2005 | Obereggen | Italien    | Slalom    |
| 12. Dezember 2007 | Obereggen | Italien    | Slalom    |
| 15. Dezember 2010 | Obereggen | Italien    | Slalom    |

### Weitere Erfolge
- 12 schwedische Meistertitel:
  - 8 × Slalom (2005, 2009, 2010, 2011, 2012, 2015, 2016, 2018)
  - 1 × Super-G (2009)
  - 2 × Riesenslalom (2016, 2017)
  - 1 × Kombination (2009)
- 32 Siege in FIS-Rennen